# Bojnourd
Bojnourd is een stad in Iran en is de hoofdplaats van de provincie Khorāsān-e Shemālī.
Bojnourd telde in 2011 bij de volkstelling 200.000 inwoners.